# Formica candida
Formica candida är en myrart som beskrevs av Smith 1878. Formica candida ingår i släktet Formica och familjen myror.

## Underarter
Arten delas in i följande underarter:
- F. c. candida
- F. c. formosae

## Bildgalleri

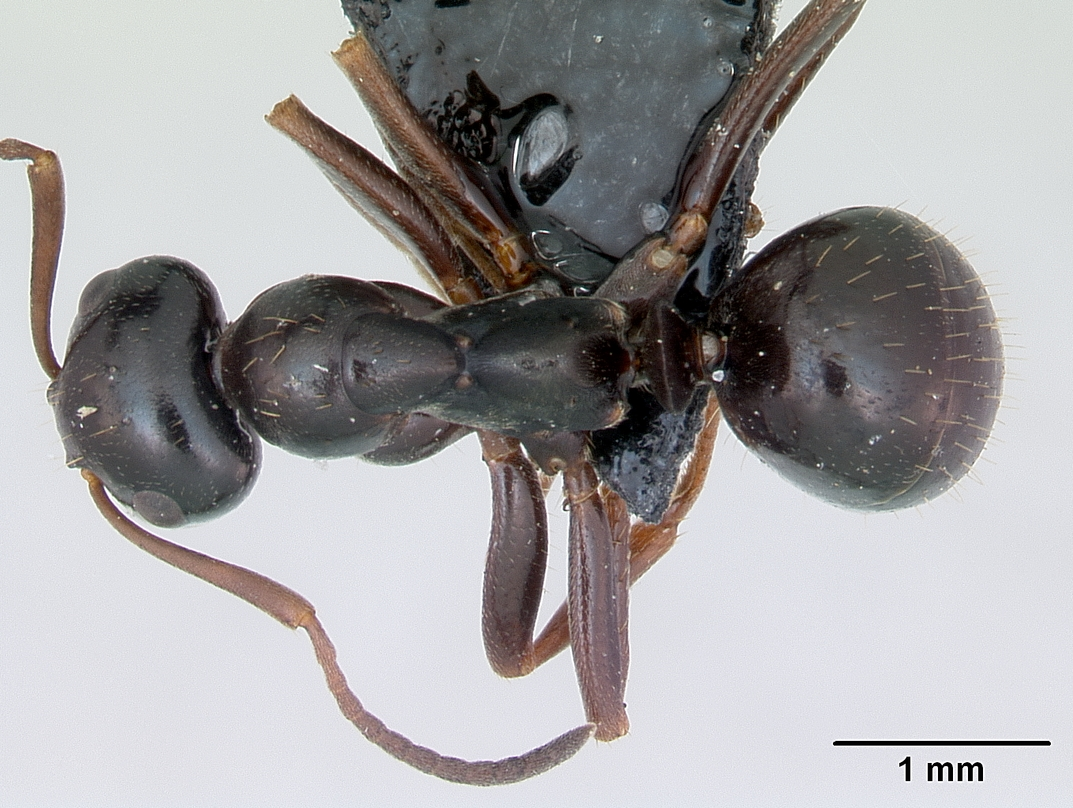
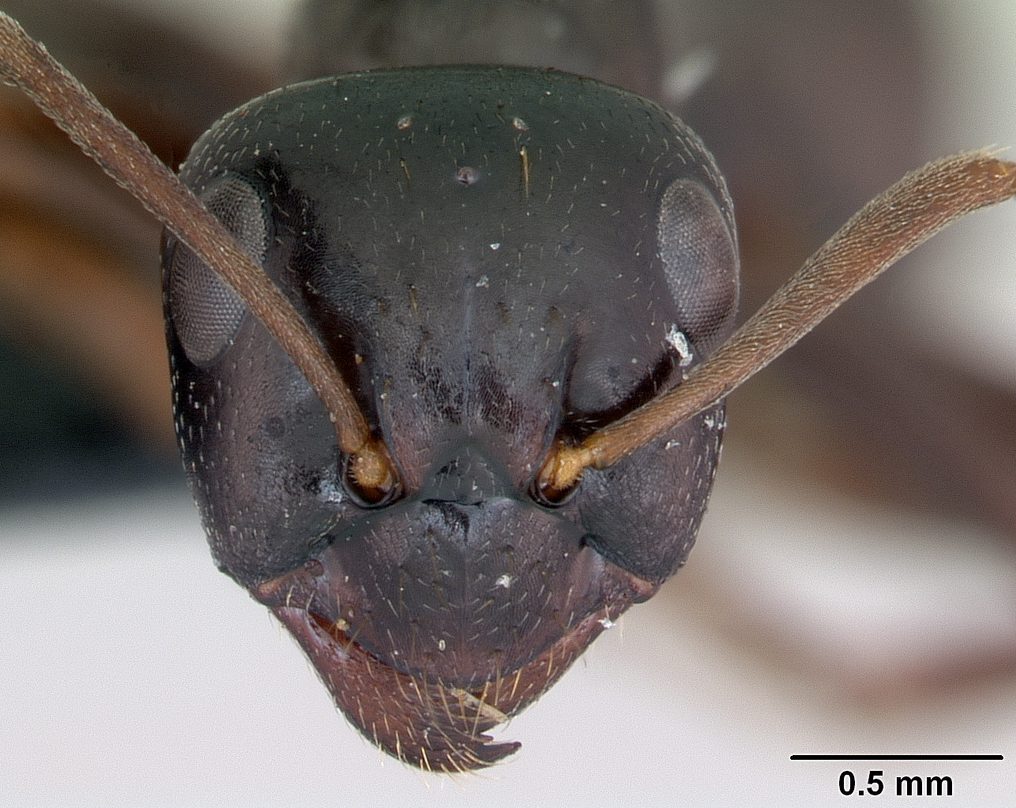
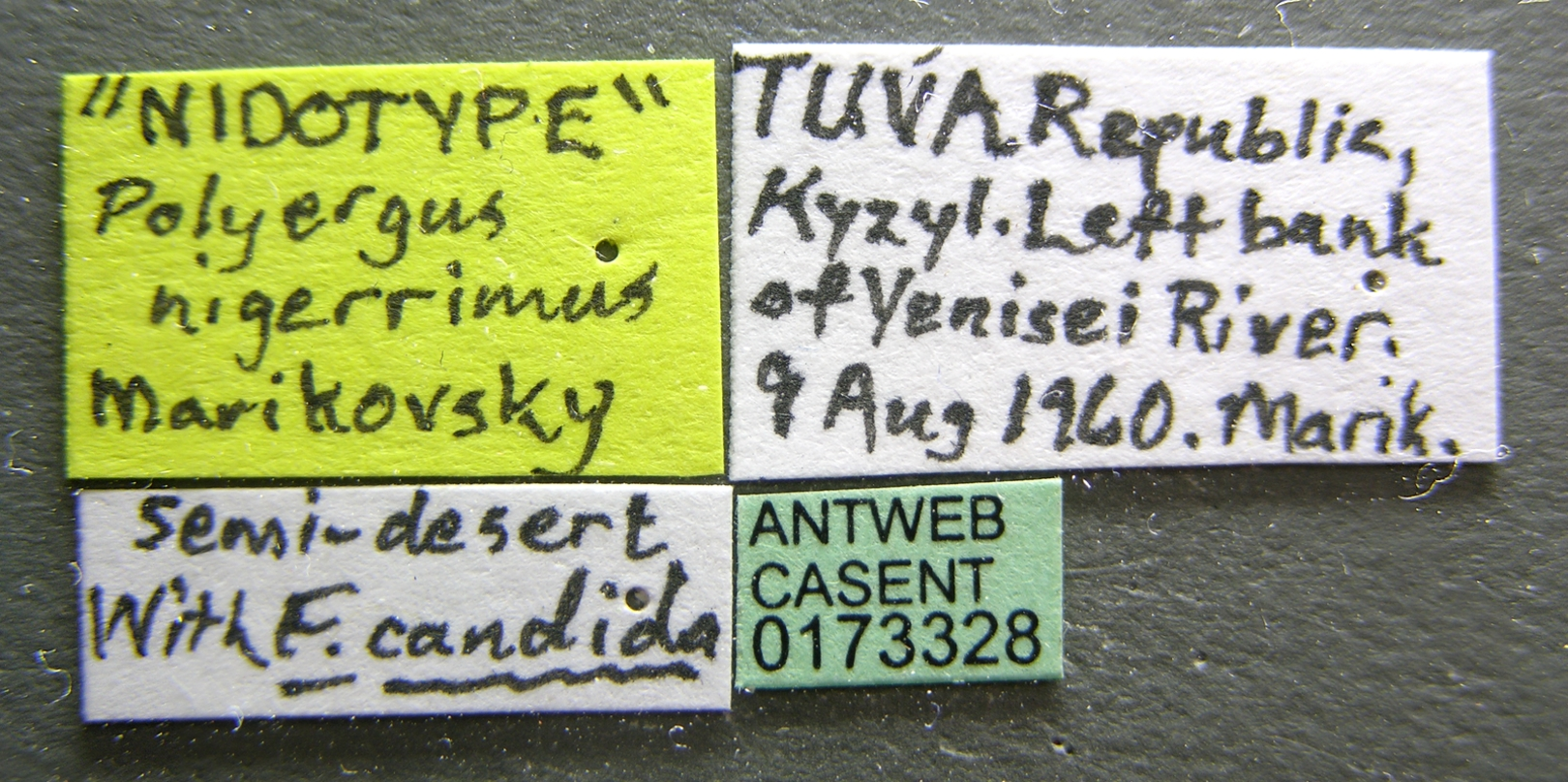
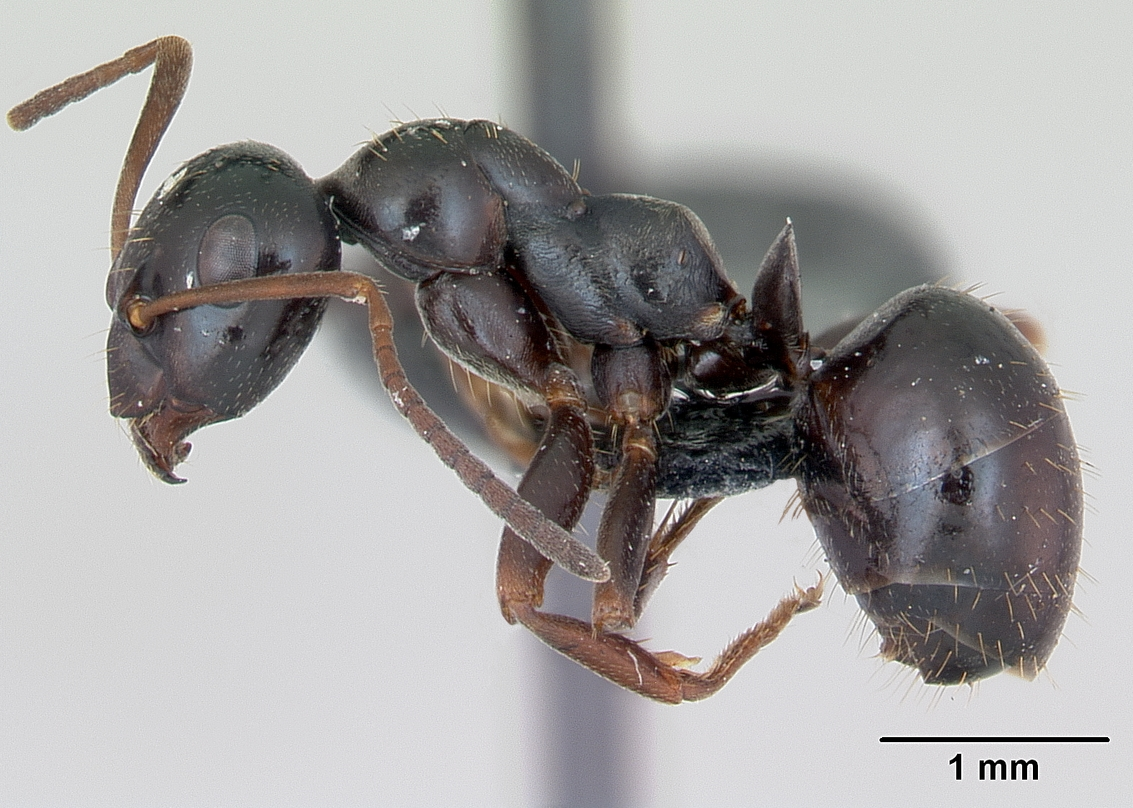
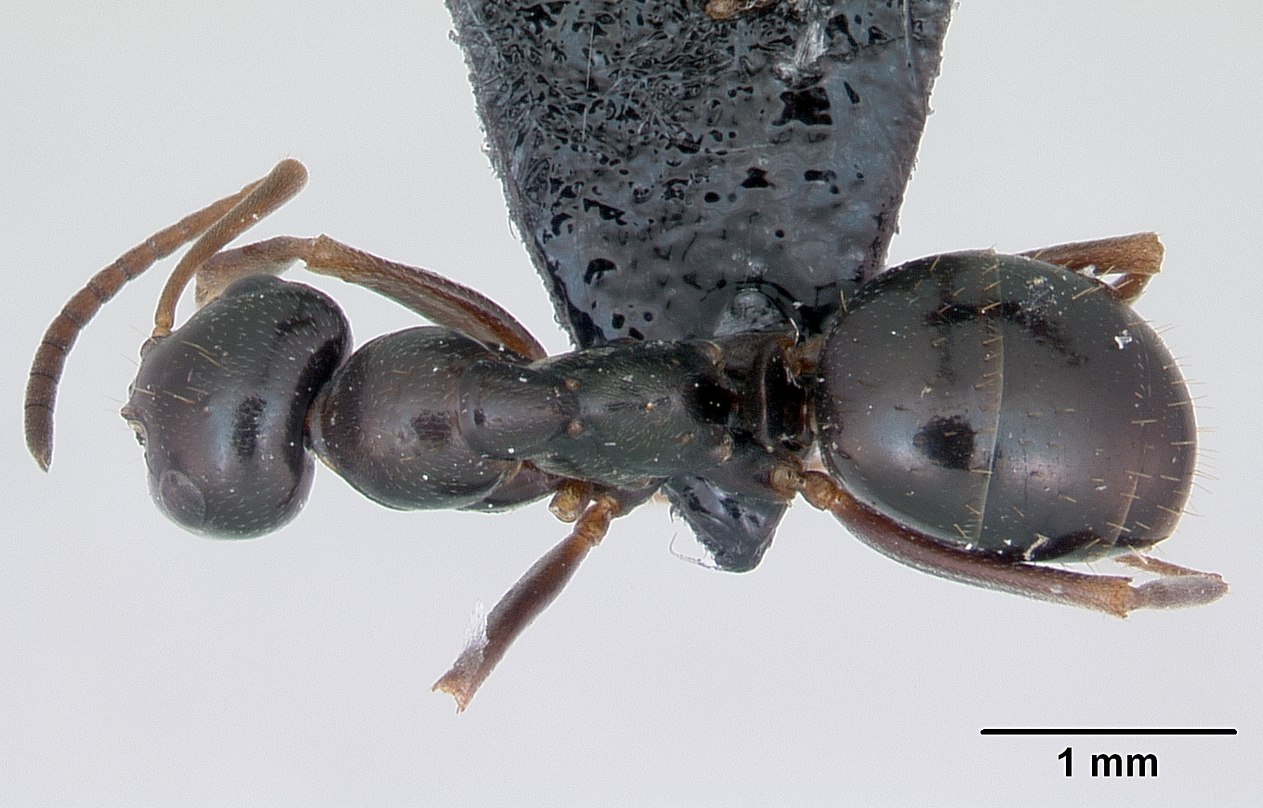
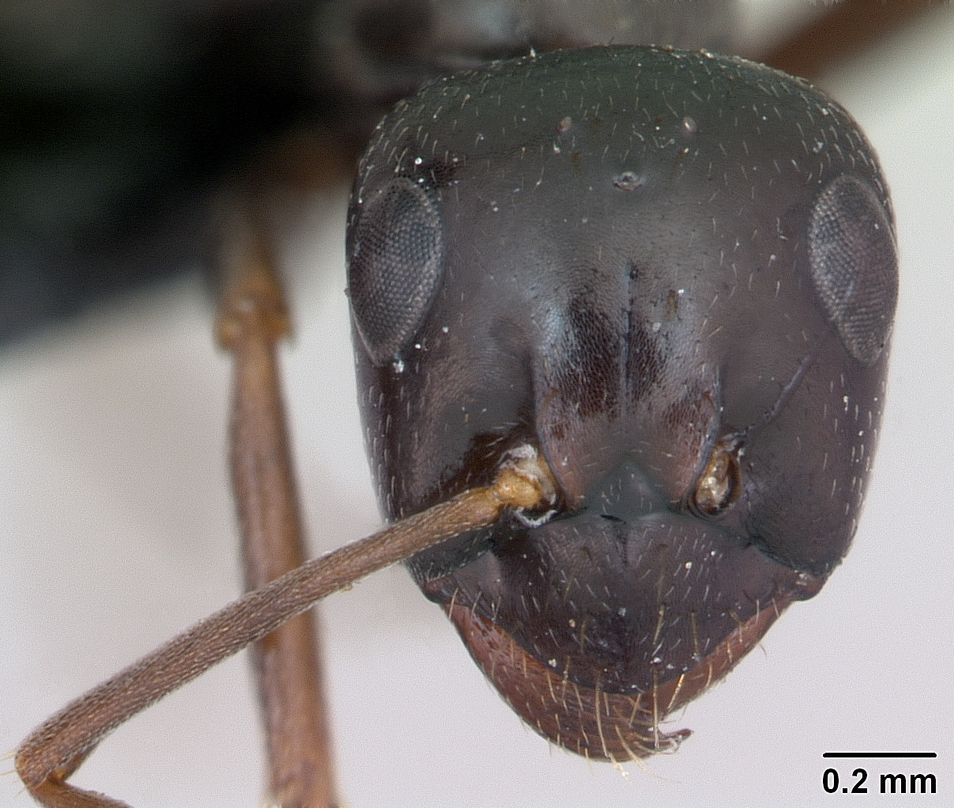